# Nyssopsora
Nyssopsora is een geslacht van roesten uit de familie Raveneliaceae. De typesoort is Nyssopsora echinata.

## Soorten
Volgen Index Fungorum telt dit geslacht 12 soorten (peidatum juli 2023):
| Soortnaam                  | Auteur(s)                   | Publicatiejaar |
| -------------------------- | --------------------------- | -------------- |
| Nyssopsora asiatica        | Lütjeh.                     | 1937           |
| Nyssopsora cedrelae        | (Hori) Tranzschel           | 1925           |
| Nyssopsora citriobati      | Syd.                        | 1938           |
| Nyssopsora clavellosa      | (Berk.) Arthur              | 1912           |
| Nyssopsora echinata        | (Lév.) Arthur               | 1906           |
| Nyssopsora eocaenica       | Tykhonenko & Hayova         | 2021           |
| Nyssopsora formosana       | (Sawada) Lütjeh.            | 1937           |
| Nyssopsora koelreuteriae   | (Syd. & P. Syd.) Tranzschel | 1925           |
| Nyssopsora panamensis      | A.A. Carvalho & E. Esquivel | 2014           |
| Nyssopsora thirumalacharii | R.N. Goswami & Ngachan      | 1985           |
| Nyssopsora thwaitesii      | (Berk. & Broome) Syd.       | 1921           |
| Nyssopsora trevesiae       | (Gäum.) Tranzschel          | 1925           |